# Grünsee (Ultental)
Der Grünsee (italienisch Lago Verde) ist ein kleiner Stausee im hintersten Teil des Ultentals in Südtirol. Er liegt auf einer Höhe von 2529 m und bedeckt eine Fläche von 24 Hektar. Er wird von Bergen der Ortler-Alpen eingerahmt, darunter der Weißbrunnspitze (3253 m), der Hinteren Eggenspitze (3443 m), der Vorderen Eggenspitze (3385 m) und der Zufrittspitze (3439 m). Der Zufluss zum See kommt aus dem Gletschergebiet des Weißbrunnferners. Das Gewässer befindet sich im Nationalpark Stilfserjoch.
Der Staudamm mit trapezförmigem Querschnitt ist 423 Meter lang und 53 Meter hoch. Er ist aus Felsgestein geschüttet und wasserseitig mit Blech abgedichtet, das im Winter gegen das Einfrieren in Staudammnähe mit Luftblasen bespült wird. Da keine Straße zum Seebereich führt, mussten bei der Errichtung des Staudamms zum Transport mittels Bauseilbahn alle Baumaschinen zerlegt und oben wieder montiert werden. Der See fasst 6,7 Millionen Kubikmeter Wasser.
Der Grünsee ist der höchstgelegene Stausee der Kaskade von Stauseen im Ultental. Sein Wasser wird über einen Druckstollen und eine Druckrohrleitung zum 641 Meter tiefer an der Bergseite des Weißbrunnsees gelegenen Wasserkraftwerk Weißbrunn geleitet. Durch diese Fallhöhe wird die Wasserkraft effektiv genutzt. Die installierte Leistung des Kraftwerks beträgt 10 MW.
Im Pumpspeichermodus kann aber auch, üblicherweise nachts, Wasser vom tiefer gelegenen Fischersee in den Grünsee gepumpt werden. Die gesamte Anlage wurde 1963 in Betrieb genommen. Eine betriebliche Seilbahn des Kraftwerkes, die von dem ständig vor Ort befindlichen Betriebspersonal genutzt wird, verbindet den Grünsee mit dem Weißbrunnsee.
Der Grünsee ist vom Weißbrunnsee aus in ungefähr zwei Stunden Gehzeit erreichbar. In unmittelbarer Seenähe liegt die Höchster Hütte (Rifugio Umberto Canziani, auch Grünseehütte). Die 1909 erstmals erbaute Hütte musste bei der Anstauung des Sees verlegt werden.